# Taula dels temps geològics

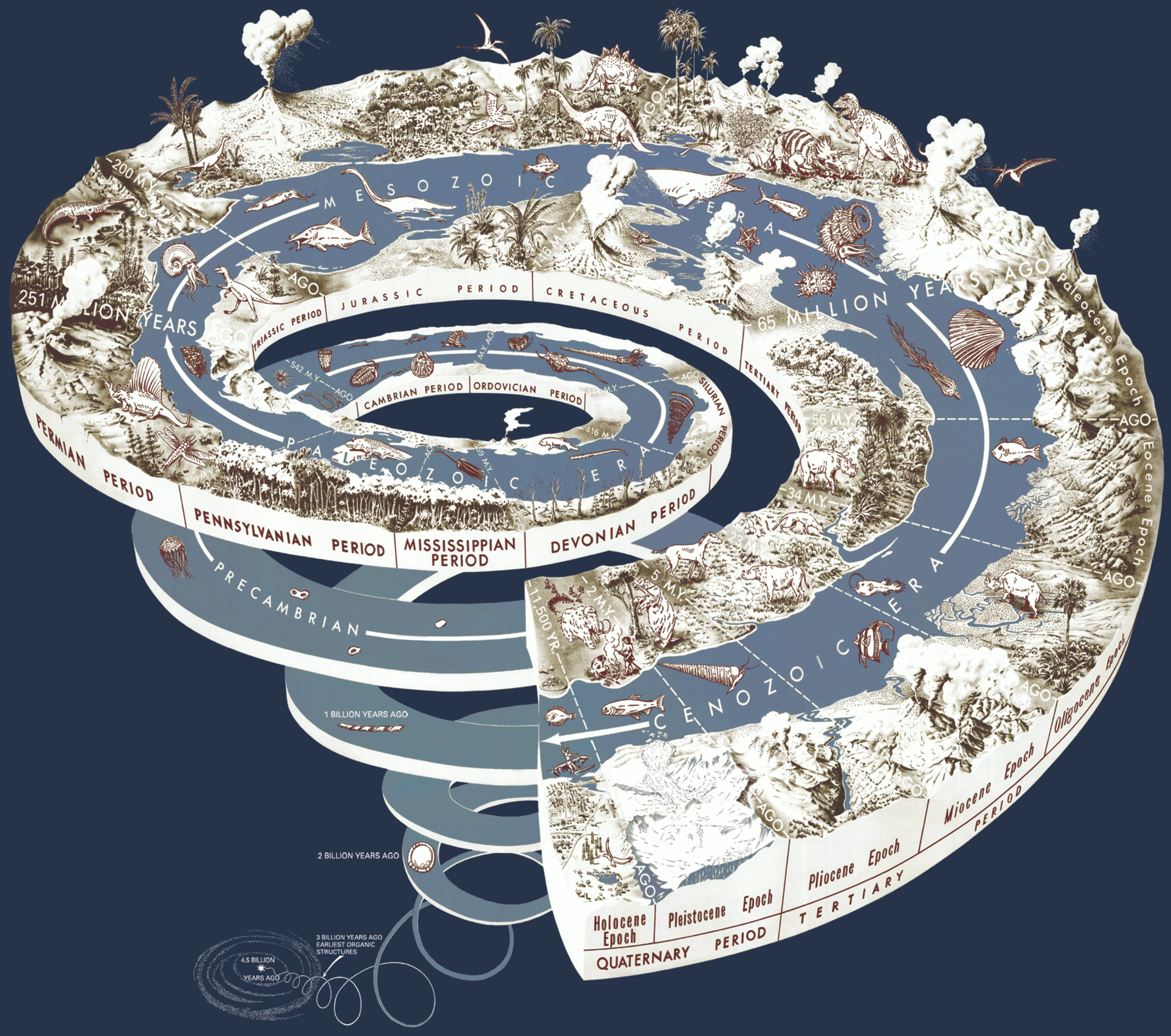
Representació dels temps geològics.

Representació alternativa dels temps geològics en forma de rellotge.

La taula dels temps geològics s'utilitza en geologia per descriure i relacionar esdeveniments de la història de la Terra. S'estima que la Terra té al voltant de 4.570 Ma. La taula dels temps geològics s'ha organitzat en períodes, normalment anomenats a partir d'esdeveniments geològics o paleontològics rellevants. Cada quatre anys, la Unió Internacional de Ciències Geològiques (IUGS) organitza el Congrés Geològic Internacional. En l'edició 32a celebrada l'agost del 2004 a Florència, Itàlia, la Comissió Internacional d'Estratigrafia (ICS), que depèn de la IUGS, donà una sèrie de termes oficials de les diferents divisions i subdivisions dels temps geològics. Aquest congrés també ha estat apadrinat per altres organismes, com ara la Commission de la carte géologique du monde (CCGM), establerta a París. Les darreres escales publicades integren sobretot les magnetocronies (inversions del camp magnètic terrestre) i comporten uns cinc o sis nivells i subnivells normalitzats. Les antigues nomenclatures, sobretot les de les eres Primària, Secundària, Terciària i Quaternària, han estat abandonades en favor de subdivisions més precises i rigoroses. La taula que es presenta a sota utilitza les dades i nomenclatura proposats per la Comissió Internacional d'Estratigrafia. La versió catalana segueix les recomanacions fetes per l'Institut Geològic de Catalunya.
| Eó            | Era                | Període | Període | Sèrie/ Època | Esdeveniments importants | Data de començament en milions d'anys en el passat |
| ------------- | ------------------ | --- | --- | --- | --- | -------------------------------------------------- |
| Fane- rozoic  | Cenozoic           | Neogen | Neogen | Holocè | Fi de l'època glacial més recent i aparició de la civilització. | 0,0117                                             |
| Fane- rozoic  | Cenozoic           | Neogen | Neogen | Plistocè | Expansió i posterior extinció de molts grans mamífers (megafauna del Plistocè); evolució dels humans moderns. | 1.806 ± 0.005 *                                    |
| Fane- rozoic  | Cenozoic           | Neogen | Neogen | Pliocè | Intensificació de l'època glacial. Clima fred i sec; apareixen els australopitecs, molts dels gèneres actuals de mamífers i els mol·luscs moderns. | 5.332 ± 0.005 *                                    |
| Fane- rozoic  | Cenozoic           | Neogen | Neogen | Miocè | Clima moderat; orogènesi a l'hemisferi nord; les famílies modernes de mamífers i aus esdevenen recognoscibles. Els cavalls i mastodonts es diversifiquen. L'herba s'estén arreu. Apareixen els primers homínids. | 23.03 ± 0.05 *                                     |
| Fane- rozoic  | Cenozoic           | Paleogen | Paleogen | Oligocè | Clima càlid; la fauna evoluciona i es diversifica ràpidament, especialment els mamífers. Evolució i propagació dels tipus moderns d'angiospermes. | 33.9±0.1 *                                         |
| Fane- rozoic  | Cenozoic           | Paleogen | Paleogen | Eocè | Els mamífers arcaics (p. ex., creodonts, condilartres, uintateris, etc.) prosperen i continuen desenvolupant-se durant el període. Aparició de diverses famílies "modernes" de mamífers. Els cetacis primitius es diversifiquen. Aparició de l'herba. Reglaciació de l'Antàrtida i començament de l'època glacial actual. | 55.8±0.2 *                                         |
| Fane- rozoic  | Cenozoic           | Paleogen | Paleogen | Paleocè | Clima tropical amb plantes modernes; els mamífers es diversifiquen en una sèrie de llinatges primitius després de l'extinció dels dinosaures. Primers mamífers grans. | 65.5±0.3 *                                         |
| Fane- rozoic  | Mesozoic           | Cretaci | Cretaci | Superior | Aparició de les plantes de flor, juntament amb nous tipus d'insecte. Apareixen peixos teleostis moderns. Els ammonites, belemnites, rudists, equinoïdeus i esponges marines són comuns. Evolucionen molts tipus nous de dinosaure (tiranosaures, titanosaures, hadrosaures i dinosaures banyuts…) i apareixen els cocodrils moderns; al mar hi evolucionen els mosasaures i els taurons moderns. Poc a poc, les aus primitives substitueixen els pterosaures. Apareixen els monotremes, els marsupials i els mamífers placentaris. Fragmentació de Gondwana.                                                          | 99.6±0.9 *                                         |
| Fane- rozoic  | Mesozoic           | Cretaci | Cretaci | Inferior | Aparició de les plantes de flor, juntament amb nous tipus d'insecte. Apareixen peixos teleostis moderns. Els ammonites, belemnites, rudists, equinoïdeus i esponges marines són comuns. Evolucionen molts tipus nous de dinosaure (tiranosaures, titanosaures, hadrosaures i dinosaures banyuts…) i apareixen els cocodrils moderns; al mar hi evolucionen els mosasaures i els taurons moderns. Poc a poc, les aus primitives substitueixen els pterosaures. Apareixen els monotremes, els marsupials i els mamífers placentaris. Fragmentació de Gondwana.                                                          | 145.5 ± 4.0                                        |
| Fane- rozoic  | Mesozoic           | Juràssic | Juràssic | Superior | Les gimnospermes (especialment les coníferes, les Benettitales, i són comuns les ciques) i les falgueres. Hi ha molts tipus de dinosaure, com ara els sauròpodes, carnosaures o estegosaures. Els mamífers són comuns però petits. Primers ocells i sargantanes. Gran varietat d'ictiosaures i plesiosaures. Els bivalves, els ammonites i els belemnites són abundants. Els equinoïdeus, els crinoïdeus, les estrelles de mar, les esponges de mar i els braquiòpodes terebratúlids i rinconèl·lids són molt comuns. Divisió de Pangea en Gondwana i Lauràsia.                                                       | 161.2 ± 4.0                                        |
| Fane- rozoic  | Mesozoic           | Juràssic | Juràssic | Mitjà | Les gimnospermes (especialment les coníferes, les Benettitales, i són comuns les ciques) i les falgueres. Hi ha molts tipus de dinosaure, com ara els sauròpodes, carnosaures o estegosaures. Els mamífers són comuns però petits. Primers ocells i sargantanes. Gran varietat d'ictiosaures i plesiosaures. Els bivalves, els ammonites i els belemnites són abundants. Els equinoïdeus, els crinoïdeus, les estrelles de mar, les esponges de mar i els braquiòpodes terebratúlids i rinconèl·lids són molt comuns. Divisió de Pangea en Gondwana i Lauràsia.                                                       | 175.6 ± 2.0 *                                      |
| Fane- rozoic  | Mesozoic           | Juràssic | Juràssic | Inferior | Les gimnospermes (especialment les coníferes, les Benettitales, i són comuns les ciques) i les falgueres. Hi ha molts tipus de dinosaure, com ara els sauròpodes, carnosaures o estegosaures. Els mamífers són comuns però petits. Primers ocells i sargantanes. Gran varietat d'ictiosaures i plesiosaures. Els bivalves, els ammonites i els belemnites són abundants. Els equinoïdeus, els crinoïdeus, les estrelles de mar, les esponges de mar i els braquiòpodes terebratúlids i rinconèl·lids són molt comuns. Divisió de Pangea en Gondwana i Lauràsia.                                                       | 199.6 ± 0.6                                        |
| Fane- rozoic  | Mesozoic           | Triàsic | Triàsic | Superior | Els arcosaures dominen i es diversifiquen a la terra, incloent-hi moltes formes grans; els cinodonts es tornen més petits i més similars als mamífers. Primers dinosaures, mamífers, pterosaures i cocodrils. Els Dicrodium són comuns a la terra. Molts grans amfibis temnospòndils aquàtics. Els ictiosaures i notosaures són comuns al mar. El ammonites són extremament comuns. Els coralls moderns i els peixos teleostis fan la seva aparició, així com molts clades d'insectes moderns. | 228.0 ± 2.0                                        |
| Fane- rozoic  | Mesozoic           | Triàsic | Triàsic | Mitjà | Els arcosaures dominen i es diversifiquen a la terra, incloent-hi moltes formes grans; els cinodonts es tornen més petits i més similars als mamífers. Primers dinosaures, mamífers, pterosaures i cocodrils. Els Dicrodium són comuns a la terra. Molts grans amfibis temnospòndils aquàtics. Els ictiosaures i notosaures són comuns al mar. El ammonites són extremament comuns. Els coralls moderns i els peixos teleostis fan la seva aparició, així com molts clades d'insectes moderns. | 245.0 ± 1.5                                        |
| Fane- rozoic  | Mesozoic           | Triàsic | Triàsic | Inferior | Els arcosaures dominen i es diversifiquen a la terra, incloent-hi moltes formes grans; els cinodonts es tornen més petits i més similars als mamífers. Primers dinosaures, mamífers, pterosaures i cocodrils. Els Dicrodium són comuns a la terra. Molts grans amfibis temnospòndils aquàtics. Els ictiosaures i notosaures són comuns al mar. El ammonites són extremament comuns. Els coralls moderns i els peixos teleostis fan la seva aparició, així com molts clades d'insectes moderns. | 251.0 ± 0.4 *                                      |
| Fane- rozoic  | Paleozoic          | Permià | Permià | Lopingià | Les masses continentals s'uneixen per formar Pangea. Els sinàpsids (pelicosaures i teràpsids) esdevenen comuns, i els pararèptils i amfibis temnospòndils encara són comuns. Els gimnospermes substitueixen la flora del Carbonífer a mitjans del període. Evolucionen els escarabats i les mosques. La vida marina prospera als coralls d'aigües càlides i someres. Els braquiòpodes espirifèrids i prodúctids, els bivalves, els foraminífers i els ammonites són abundants. Fi de l'edat glacial permianocarbonífera. A finals del període té lloc l'extinció permiana - el 95% de la vida a la Terra s'extingeix. | 260.4 ± 0.7 *                                      |
| Fane- rozoic  | Paleozoic          | Permià | Permià | Guadalupià | Les masses continentals s'uneixen per formar Pangea. Els sinàpsids (pelicosaures i teràpsids) esdevenen comuns, i els pararèptils i amfibis temnospòndils encara són comuns. Els gimnospermes substitueixen la flora del Carbonífer a mitjans del període. Evolucionen els escarabats i les mosques. La vida marina prospera als coralls d'aigües càlides i someres. Els braquiòpodes espirifèrids i prodúctids, els bivalves, els foraminífers i els ammonites són abundants. Fi de l'edat glacial permianocarbonífera. A finals del període té lloc l'extinció permiana - el 95% de la vida a la Terra s'extingeix. | 270.6 ± 0.7 *                                      |
| Fane- rozoic  | Paleozoic          | Permià | Permià | Cisuralià | Les masses continentals s'uneixen per formar Pangea. Els sinàpsids (pelicosaures i teràpsids) esdevenen comuns, i els pararèptils i amfibis temnospòndils encara són comuns. Els gimnospermes substitueixen la flora del Carbonífer a mitjans del període. Evolucionen els escarabats i les mosques. La vida marina prospera als coralls d'aigües càlides i someres. Els braquiòpodes espirifèrids i prodúctids, els bivalves, els foraminífers i els ammonites són abundants. Fi de l'edat glacial permianocarbonífera. A finals del període té lloc l'extinció permiana - el 95% de la vida a la Terra s'extingeix. | 299.0 ± 0.8 *                                      |
| Fane- rozoic  | Paleozoic          | Carbo- nífer / Pennsil- vanià                                                                                                  | Carbo- nífer / Pennsil- vanià                                                                                                  | Superior | Apareixen els insectes amb ales i prosperen aviat, i alguns d'ells (Protodonata i Palaeodictyoptera) assoleixen grans dimensions. Els amfibis són comuns i diversos. Primers rèptils i boscos carbonífers (Lepidodendron, Sigillaria, Anularia, Calamites, Cordaites, etc.). Contingut atmosfèric d'oxigen molt alt. Al mar, són comuns els goniatites, braquiòpodes, briozous, bivalves i coralls. | 306.5 ± 1.0                                        |
| Fane- rozoic  | Paleozoic          | Carbo- nífer / Pennsil- vanià                                                                                                  | Carbo- nífer / Pennsil- vanià                                                                                                  | Mitjà | Apareixen els insectes amb ales i prosperen aviat, i alguns d'ells (Protodonata i Palaeodictyoptera) assoleixen grans dimensions. Els amfibis són comuns i diversos. Primers rèptils i boscos carbonífers (Lepidodendron, Sigillaria, Anularia, Calamites, Cordaites, etc.). Contingut atmosfèric d'oxigen molt alt. Al mar, són comuns els goniatites, braquiòpodes, briozous, bivalves i coralls. | 311.7 ± 1.1                                        |
| Fane- rozoic  | Paleozoic          | Carbo- nífer / Pennsil- vanià                                                                                                  | Carbo- nífer / Pennsil- vanià                                                                                                  | Inferior | Apareixen els insectes amb ales i prosperen aviat, i alguns d'ells (Protodonata i Palaeodictyoptera) assoleixen grans dimensions. Els amfibis són comuns i diversos. Primers rèptils i boscos carbonífers (Lepidodendron, Sigillaria, Anularia, Calamites, Cordaites, etc.). Contingut atmosfèric d'oxigen molt alt. Al mar, són comuns els goniatites, braquiòpodes, briozous, bivalves i coralls. | 318.1 ± 1.3 *                                      |
| Fane- rozoic  | Paleozoic          | Carbo- nífer / Missis- sippià                                                                                                  | Carbo- nífer / Missis- sippià                                                                                                  | Superior | Grans arbres primitius, primers vertebrats terrestres, aigua salobre i amfibis euriptèrides; els rizodonts són els depredadors d'aigua dolça dominant. Al mar, els taurons primitius són comuns i molt diversos, els equinoderms (especialment els crinoïdeus i els blastoides) són abundants. Els coralls, briozous i els braquiòpodes són molt comuns, així com els goniatites. Els trilobits i els nautiloides es troben en declivi. Glaciació a l'oest de Gondwana. | 326.4 ± 1.6                                        |
| Fane- rozoic  | Paleozoic          | Carbo- nífer / Missis- sippià                                                                                                  | Carbo- nífer / Missis- sippià                                                                                                  | Mitjà | Grans arbres primitius, primers vertebrats terrestres, aigua salobre i amfibis euriptèrides; els rizodonts són els depredadors d'aigua dolça dominant. Al mar, els taurons primitius són comuns i molt diversos, els equinoderms (especialment els crinoïdeus i els blastoides) són abundants. Els coralls, briozous i els braquiòpodes són molt comuns, així com els goniatites. Els trilobits i els nautiloides es troben en declivi. Glaciació a l'oest de Gondwana. | 345.3 ± 2.1                                        |
| Fane- rozoic  | Paleozoic          | Carbo- nífer / Missis- sippià                                                                                                  | Carbo- nífer / Missis- sippià                                                                                                  | Inferior | Grans arbres primitius, primers vertebrats terrestres, aigua salobre i amfibis euriptèrides; els rizodonts són els depredadors d'aigua dolça dominant. Al mar, els taurons primitius són comuns i molt diversos, els equinoderms (especialment els crinoïdeus i els blastoides) són abundants. Els coralls, briozous i els braquiòpodes són molt comuns, així com els goniatites. Els trilobits i els nautiloides es troben en declivi. Glaciació a l'oest de Gondwana. | 359.2 ± 2.5 *                                      |
| Fane- rozoic  | Paleozoic          | Devonià | Devonià | Superior | Primers licòpsids i equisets, aparició dels progimnospermes (primeres plantes amb llavors), primers arbres (Archaeopteris). Primers insectes (sense ales). Al mar, els braquiòpodes strofomènids i atrípids, els coralls rugosos i tabulats, així com els crinoïdeus, són abundants. Els ammonoides goniatítics són comuns i apareixen els coleoids. Es redueix el nombre de trilobits. Els àgnats amb armadura entren en declini; les formes de vida importants al mar són els placoderms, sarcopterigis i osteïctis, així com els taurons primitius. Primers amfibis. Euramèrica.)                                  | 385.3 ± 2.6 *                                      |
| Fane- rozoic  | Paleozoic          | Devonià | Devonià | Mitjà | Primers licòpsids i equisets, aparició dels progimnospermes (primeres plantes amb llavors), primers arbres (Archaeopteris). Primers insectes (sense ales). Al mar, els braquiòpodes strofomènids i atrípids, els coralls rugosos i tabulats, així com els crinoïdeus, són abundants. Els ammonoides goniatítics són comuns i apareixen els coleoids. Es redueix el nombre de trilobits. Els àgnats amb armadura entren en declini; les formes de vida importants al mar són els placoderms, sarcopterigis i osteïctis, així com els taurons primitius. Primers amfibis. Euramèrica.)                                  | 397.5 ± 2.7 *                                      |
| Fane- rozoic  | Paleozoic          | Devonià | Devonià | Inferior | Primers licòpsids i equisets, aparició dels progimnospermes (primeres plantes amb llavors), primers arbres (Archaeopteris). Primers insectes (sense ales). Al mar, els braquiòpodes strofomènids i atrípids, els coralls rugosos i tabulats, així com els crinoïdeus, són abundants. Els ammonoides goniatítics són comuns i apareixen els coleoids. Es redueix el nombre de trilobits. Els àgnats amb armadura entren en declini; les formes de vida importants al mar són els placoderms, sarcopterigis i osteïctis, així com els taurons primitius. Primers amfibis. Euramèrica.)                                  | 416.0 ± 2.8 *                                      |
| Fane- rozoic  | Paleozoic          | Silurià | Silurià | Pridolià | Primeres plantes vasculars terrestres; centpeus i artroplèurids, els primers peixos amb mandíbula i agnats ostracoderms. Els escorpins de mar assoleixen grans dimensions. Els coralls tabulats i rugosos, els braquiòpodes i els crinoïdeus són abundants; els trilobits i els mol·luscs són diversos; els graptòlits no tant. | 418.7 ± 2.7 *                                      |
| Fane- rozoic  | Paleozoic          | Silurià | Silurià | Ludlowià | Primeres plantes vasculars terrestres; centpeus i artroplèurids, els primers peixos amb mandíbula i agnats ostracoderms. Els escorpins de mar assoleixen grans dimensions. Els coralls tabulats i rugosos, els braquiòpodes i els crinoïdeus són abundants; els trilobits i els mol·luscs són diversos; els graptòlits no tant. | 422.9 ± 2.5 *                                      |
| Fane- rozoic  | Paleozoic          | Silurià | Silurià | Wenlockià | Primeres plantes vasculars terrestres; centpeus i artroplèurids, els primers peixos amb mandíbula i agnats ostracoderms. Els escorpins de mar assoleixen grans dimensions. Els coralls tabulats i rugosos, els braquiòpodes i els crinoïdeus són abundants; els trilobits i els mol·luscs són diversos; els graptòlits no tant. | 428.2 ± 2.3 *                                      |
| Fane- rozoic  | Paleozoic          | Silurià | Silurià | Llandoverià | Primeres plantes vasculars terrestres; centpeus i artroplèurids, els primers peixos amb mandíbula i agnats ostracoderms. Els escorpins de mar assoleixen grans dimensions. Els coralls tabulats i rugosos, els braquiòpodes i els crinoïdeus són abundants; els trilobits i els mol·luscs són diversos; els graptòlits no tant. | 443.7 ± 1.5 *                                      |
| Fane- rozoic  | Paleozoic          | Ordovicià | Ordovicià | Superior | Els invertebrats són molt diversos i inclouen molts nous tipus. Els coralls primitius, braquiòpodes, bivalves, nautiloides, trilobits, ostracodes, briozous, molts tipus d'equinoderms i graptòlits són comuns. Els conodonts foren vertebrats primitius que s'alimentaven de plàncton i que aparegueren a principis de l'Ordovicià. Edat glacial a finals del període. Primeres plantes terrestres, molt primitives. | 460.9 ± 1.6 *                                      |
| Fane- rozoic  | Paleozoic          | Ordovicià | Ordovicià | Mitjà | Els invertebrats són molt diversos i inclouen molts nous tipus. Els coralls primitius, braquiòpodes, bivalves, nautiloides, trilobits, ostracodes, briozous, molts tipus d'equinoderms i graptòlits són comuns. Els conodonts foren vertebrats primitius que s'alimentaven de plàncton i que aparegueren a principis de l'Ordovicià. Edat glacial a finals del període. Primeres plantes terrestres, molt primitives. | 471.8 ± 1.6                                        |
| Fane- rozoic  | Paleozoic          | Ordovicià | Ordovicià | Inferior | Els invertebrats són molt diversos i inclouen molts nous tipus. Els coralls primitius, braquiòpodes, bivalves, nautiloides, trilobits, ostracodes, briozous, molts tipus d'equinoderms i graptòlits són comuns. Els conodonts foren vertebrats primitius que s'alimentaven de plàncton i que aparegueren a principis de l'Ordovicià. Edat glacial a finals del període. Primeres plantes terrestres, molt primitives. | 488.3 ± 1.7 *                                      |
| Fane- rozoic  | Paleozoic          | Cambrià | Cambrià | Furongià | Gran diversificació de les formes de vida a l'explosió cambriana; apareixen més de la meitat dels fílums moderns d'animals, així com fílums extints i problemàtics. Els Archeocyatha foren abundants a principis del Cambrià. Són comuns els trilobits, priapúlids, esponges de mar, braquiòpodes i moltes altres formes. Apareixen els primers cordats. Els anomalocàrids són els predadors dominants. La fauna vendiana entra en declivi i s'extingeix. | 501.0 ± 2.0 *                                      |
| Fane- rozoic  | Paleozoic          | Cambrià | Cambrià | Mitjà | Gran diversificació de les formes de vida a l'explosió cambriana; apareixen més de la meitat dels fílums moderns d'animals, així com fílums extints i problemàtics. Els Archeocyatha foren abundants a principis del Cambrià. Són comuns els trilobits, priapúlids, esponges de mar, braquiòpodes i moltes altres formes. Apareixen els primers cordats. Els anomalocàrids són els predadors dominants. La fauna vendiana entra en declivi i s'extingeix. | 513.0 ± 2.0                                        |
| Fane- rozoic  | Paleozoic          | Cambrià | Cambrià | Inferior | Gran diversificació de les formes de vida a l'explosió cambriana; apareixen més de la meitat dels fílums moderns d'animals, així com fílums extints i problemàtics. Els Archeocyatha foren abundants a principis del Cambrià. Són comuns els trilobits, priapúlids, esponges de mar, braquiòpodes i moltes altres formes. Apareixen els primers cordats. Els anomalocàrids són els predadors dominants. La fauna vendiana entra en declivi i s'extingeix. | 542.0 ± 1.0 *                                      |
| Proter- ozoic | Neo- proterozoic   | Ediacarià | Ediacarià | Primers animals multicel·lulars. La fauna ediacariana prospera arreu del món. Primeres esponges de mar.                        | Primers animals multicel·lulars. La fauna ediacariana prospera arreu del món. Primeres esponges de mar. | 630 +5/-30 *                                       |
| Proter- ozoic | Neo- proterozoic   | Criogenià | Criogenià | Possible període de Terra bola de neu; Rodínia comença a fragmentar-se Primeres algues pluricel·lulars [~750 ma].              | Possible període de Terra bola de neu; Rodínia comença a fragmentar-se Primeres algues pluricel·lulars [~750 ma]. | 850                                                |
| Proter- ozoic | Neo- proterozoic   | Tonià | Tonià | Primera radiació d'acritarcs.                                                                                                  | Primera radiació d'acritarcs. | 1000                                               |
| Proter- ozoic | Meso- proterozoic  | Estenià | Estenià | Plataformes altament metamòrfiques, com ara Rodínia, es formen a causa de l'orogènesi.                                         | Plataformes altament metamòrfiques, com ara Rodínia, es formen a causa de l'orogènesi. | 1200                                               |
| Proter- ozoic | Meso- proterozoic  | Ectasià | Ectasià | Els sediments de les plataformes continuen expandint-se. Primers rodòfits                                                      | Els sediments de les plataformes continuen expandint-se. Primers rodòfits | 1400                                               |
| Proter- ozoic | Meso- proterozoic  | Calimmià | Calimmià | Els sediments de les plataformes continuen expandint-se.                                                                       | Els sediments de les plataformes continuen expandint-se. | 1600                                               |
| Proter- ozoic | Paleo- proterozoic | Estaterià | Estaterià | Primers acritarcs (eucariotes?). Colúmbia.                                                                                     | Primers acritarcs (eucariotes?). Colúmbia. | 1800                                               |
| Proter- ozoic | Paleo- proterozoic | Orosirià | Orosirià | L'atmosfera terrestre increment el seu contingut d'oxigen. Cràter de Vredefort i Conca de Sudbury. Intensa orogènesi.          | L'atmosfera terrestre increment el seu contingut d'oxigen. Cràter de Vredefort i Conca de Sudbury. Intensa orogènesi. | 2050                                               |
| Proter- ozoic | Paleo- proterozoic | Riacià | Riacià | Formació de Bushvekd Glaciació huroniana.                                                                                      | Formació de Bushvekd Glaciació huroniana. | 2300                                               |
| Proter- ozoic | Paleo- proterozoic | Siderià | Siderià | A la base: màxima abundància de les formacions de ferro bandat [2.500 Ma].                                                     | A la base: màxima abundància de les formacions de ferro bandat [2.500 Ma]. | 2500                                               |
| Arqueà        | Neoarqueà          | Estabilització dels cratons més moderns, possible esdeveniment d'inversió del mantell.                                         | Estabilització dels cratons més moderns, possible esdeveniment d'inversió del mantell.                                         | Estabilització dels cratons més moderns, possible esdeveniment d'inversió del mantell.                                         | Estabilització dels cratons més moderns, possible esdeveniment d'inversió del mantell. | 2800                                               |
| Arqueà        | Mesoarqueà         | | | | | 3200                                               |
| Arqueà        | Paleoarqueà        | Primers estromatòlits [∼3.300 ma]. Primers cianobacteris productors d'oxigen [∼3.400 ma].                                      | Primers estromatòlits [∼3.300 ma]. Primers cianobacteris productors d'oxigen [∼3.400 ma].                                      | Primers estromatòlits [∼3.300 ma]. Primers cianobacteris productors d'oxigen [∼3.400 ma].                                      | Primers estromatòlits [∼3.300 ma]. Primers cianobacteris productors d'oxigen [∼3.400 ma]. | 3600                                               |
| Arqueà        | Eoarqueà           | Origen de la vida: Procariotes [∼3.900 ma].                                                                                    | Origen de la vida: Procariotes [∼3.900 ma].                                                                                    | Origen de la vida: Procariotes [∼3.900 ma].                                                                                    | Origen de la vida: Procariotes [∼3.900 ma]. | 3800                                               |
| Hadeà         | Imbrià inferior    | Aquesta era s'encavalca amb la fase final del darrer bombardeig pesant del sistema solar interior.                             | Aquesta era s'encavalca amb la fase final del darrer bombardeig pesant del sistema solar interior.                             | Aquesta era s'encavalca amb la fase final del darrer bombardeig pesant del sistema solar interior.                             | Aquesta era s'encavalca amb la fase final del darrer bombardeig pesant del sistema solar interior. | c.3850                                             |
| Hadeà         | Nectarià           | El nom prové d'un període de l'escala geològica lunar en el que es formaren molts dels grans cràters de la Lluna.              | El nom prové d'un període de l'escala geològica lunar en el que es formaren molts dels grans cràters de la Lluna.              | El nom prové d'un període de l'escala geològica lunar en el que es formaren molts dels grans cràters de la Lluna.              | El nom prové d'un període de l'escala geològica lunar en el que es formaren molts dels grans cràters de la Lluna. | c.3920                                             |
| Hadeà         | Grups Basin        | Les primeres formes de vida que dupliquen molècules de ARN poden haver evolucionat a la terra ara fa uns 4.000 milions d'anys. | Les primeres formes de vida que dupliquen molècules de ARN poden haver evolucionat a la terra ara fa uns 4.000 milions d'anys. | Les primeres formes de vida que dupliquen molècules de ARN poden haver evolucionat a la terra ara fa uns 4.000 milions d'anys. | Les primeres formes de vida que dupliquen molècules de ARN poden haver evolucionat a la terra ara fa uns 4.000 milions d'anys. | c.3920                                             |
| Hadeà         | Críptic            | 4400 Ma - Mineral més antic conegut, el zircó; 4570 Ma - Formació de la Terra.                                                 | 4400 Ma - Mineral més antic conegut, el zircó; 4570 Ma - Formació de la Terra.                                                 | 4400 Ma - Mineral més antic conegut, el zircó; 4570 Ma - Formació de la Terra.                                                 | 4400 Ma - Mineral més antic conegut, el zircó; 4570 Ma - Formació de la Terra. | c.4570                                             |